# Sumber Bening (Selupu Rejang)
Sumber Bening is een bestuurslaag in het regentschap Rejang Lebong van de provincie Bengkulu, Indonesië. Sumber Bening telt 3557 inwoners (volkstelling 2010).